# 约翰·库克曼
约翰·库克曼（英語：John Cookman，1909年9月2日—1982年8月19日），美国男子冰球运动员，场上位置是前锋。他曾代表美国国家队参加1932年冬季奥林匹克运动会冰球比赛，获得一枚银牌。